# Acrolocha pliginskii
Acrolocha pliginskii är en skalbaggsart som beskrevs av Max Bernhauer 1912. Acrolocha pliginskii ingår i släktet Acrolocha, och familjen kortvingar. Enligt den finländska rödlistan är arten sårbar i Finland. Arten är reproducerande i Sverige. Artens livsmiljö är torra gräsmarker.